# Junko Iwao
Pour les articles homonymes, voir Iwao.
Junko Iwao (岩男 潤子, Iwao Junko), de son vrai nom Junko Yamamoto, est née le 18 février 1970 à Beppu (Japon). Elle débute en tant qu'idole japonaise en 1985 avec le groupe Saint Four, en remplacement d'un des membres, mais ne sort aucun disque avec eux. Après leur séparation, elle se fait connaitre dans les années 1990 par ses doublages en tant que seiyū (doubleuse d'anime), et sort plusieurs disques en solo. Elle fait maintenant partie du groupe Osakana Penguin en duo avec Kikuko Inoue.

## Filmographie (doublage)
- Akane Soir dans Mai-OtoHiME
- Akane Higurashi dans Mai-HiME
- Hikari Horaki dans Neon Genesis Evangelion
- Tomoe Yukishiro dans les OAVs de Rurōni Kenshin
- Tokiko (Key) in Key the metal idol
- Akane Aikawa dans Magic user's club
- Tomoyo Daidouji dans Cardcaptor Sakura
- Kazuko Saotome dans

Puella Magi Madoka Magica
- Mayuka dans le 2e film de Tenchi Muyo!
- Sakura dans Betterman
- Ceres, dans Ayashi no Ceres (elle interprète aussi le générique de début)
- Mint Adnade dans l'adaptation animée du jeu Tales of Phantasia
- Mima dans Perfect Blue
- Lefina Enfield dans l'adaptation animée du jeu Super Robot Wars Original Generation
- Jun Fudou/Devilman Lady dans Devilman Lady

## Discographie

### Singles
- シャッターチャンスの連続 / 恋がひとつ消えてしまったの (1995.3.17)
- 空のオカリナ / ハーブガーデン (1996.2.21)
- 手のひらの宇宙 / Dream Dream (1997.7.18)
- 空色の風 / 月の静寂に (1998.12.12)
- 卒業 (1999.2.17)
- Dream on. (1999.4.21)
- 私に帰ろう / 那由多の夢 (1999.10.20)
- スカーレット / hurt (single mix) / グルクン〜赤い魚の燦華〜 (2000.4.19)
- 僕を笑って / 風の記憶 / 雨 (2000.7.19)
- ディープ・パープル / CANARY / スカーレット ver.II (2000.10.18)
- FESTAZINHO / B+〜in summer holiday〜 / SAZANAMI (2001.8.1)
- Ever / Faraway / 二人だけのX'mas (2002.11.15)

### Albums

#### 1/F
1. グルクン～赤い魚の燦華～（沖縄バージョン） Akai sakana no akirabana (Okinawa version)
2. 時間の船 Jikan no fune
3. 洗いたての青空 Arai tate no aozora
4. Ｓａｍｂａ で Ｓａｌｕｔ!（New バージョン） Samba de salut! (new version)
5. 夕焼け空 Yuuyakezora
6. つむじ風 Tsumuji kaze
7. 涙 Namida
8. Ｆrｅｅｄｏｍ
9. 雲の行方 Kumo no yukue

#### Alive
1. 野生の太陽 Yasei no taiyō (le soleil sauvage)
2. Ｓｈｉｎｙ　ｄａｙ
3. 海へ行こうよ Umi he ikkō yo (allons à la mer)
4. 卒業 Sotsugyō (Fin de l'école)
5. ｄｒｅａｍ　ｏｎ

#### Appear
1. 私に帰ろう Watashi ni kaerou (reviens vers moi)
2. Ｉ’ｍ　ｇｏｎｎａ　ｍａｋｅ　ｉｔ
3. 粉雪のプロローグ Konna yuki prologue (prologue de la neige poudreuse)
4. ｆａｉｒｌｙ　ｇａｒｄｅｎ
5. おもちゃ Omocha (jouet)
6. しあわせの向こう側 Shiawase no mukō gawa (l'autre rive est heureuse)
7. 雨 ame (pluie)
8. ｈｕｒｔ
9. Ｆｏｒｅｖｅｒ　ｄｒｅａｍ
10. 那由多の夢 Nayuta no yume (le rêve de Nayuta)

#### Canary
1. 月蝕 Gesshoku (Eclipse)
2. Deep Purple
3. Ｒｉｓｉｎｇ
4. Ｋｅｙ　ｏｆ　Ｌｏｖｅ
5. ＣＡＮＡＲＹ（Ａｌｂｕｍ　Ｖｅｒ．）
6. 僕を笑って  （Ａｌｂｕｍ　Ｖｅｒ．） Boku wo waratte
7. Scarlett　Ｖｅｒ．Ⅱ（Ａｌｂｕｍ　Ｖｅｒ．）
8. Ｓｅｐｔｅｍｂｅｒ　Ｗｉｎｄ
9. 白い花の咲く河 Shiroi hana no saku kawa (La rivière des fleurs blanches)
10. 紅い花の伝説 Kurenai hana no densetsu (La légende des fleurs rouges)
11. 虹が見える丘 Niji ga mieru oka (La colline des arcs-en-ciel)
12. 手のひらの宇宙（Ｎｅｗ　Ｖｅｒ．） Te no hira no uchū (L'univers dans la paume de la main)
13. Ａｎｇｅｌ　Ｃａｌｌｉｎｇ（Ｎｅｗ　Ｖｅｒ．）

#### Concert Kimochi in kokusai forum (double CD)
- Disque 1

1. ＳＥ－１
2. Ｏｖｅｒｔｕｒｅ
3. はじめまして Hajimemashite (enchantée)
4. ぶらんこ降りたら Buranco oritara (si tu descends de la balancoire)
5. ＭＣ－１
6. 恋がひとつ消えてしまったの Koi ga kiete shimatta (l'amour a disparu)
7. ＭＣ－２
8. チュチュをはじめて着た日 Tutu hajimete kita hi (le premier jour où j'ai mis un tutu)
9. サンタが町にやってくる Santa ga machi ni yatte kuru (Santa vient en ville)
10. 赤鼻のトナカイ Akahana no tonakai (le renne au nez rouge)
11. Ｗｉｎｔｅｒ　Ｗｏｎｄｅｒｌａｎｄ
12. Ｗｈｉｔｅ　Ｃｈｒｉｓｔｍａｓ
13. きよしこの夜 Kiyoshi kono yotu
14. ＭＣ－３
15. ずっとあなたを捜してた Zutto anata wo sagashiteta (je t'ai cherché tout le temps)
16. ＭＣ－４
17. 晩夏 Banka (la fin de l'été)
18. 太陽のくに Taiyō no kuni (le pays du soleil)
19. 鳥籠姫 Torikago hime (la princesse dans une cage à oiseau)
20. ＭＣ－５

- Disque 2

1. ＭＣ－６
2. Ｄｒｅａｍ　Ｄｒｅａｍ
3. 好きな人がいるの suki na hito ga iru no (il y a quelqu'un que j'aime)
4. おひさま ohisama
5. ＳＨＩＰＰＯ
6. パタパタ Pata-pata
7. Ａｎｇｅｌ　Ｃａｌｌｉｎｇ
8. 翼になれ Tsubasa ni nare (deviens une aile)
9. ＭＣ－７
10. ここにいるよ Koko ni iru yo (je suis là)
11. 手のひらの宇宙 te no hira no uchū (l'univers dans la paume de la main)
12. ＳＥ－２

#### Concert Tour 1999-2000 Final
?

#### Entrance
1. 太陽のくに Taiyō no kuni (le pays du soleil)
2. 夜明けのＦｒｅｎｃｈ　Ｋｉｓｓ Yoake no french kiss (French kiss à l'aube)
3. 運命のエントランス Unmei no entrance (l'entrée du destin)
4. 三日月の誘惑 Mikadzuki no yūwaku (la tentation de la lune croissante)
5. あなたを忘れたい Anata wo wasuretai (je veux t'oublier)
6. 勘違いの輪舞曲 Kanchigai no rinbukyoku (rondo fou)
7. 鳥籠姫 Torikago hime (la princesse dans une cage à oiseau)
8. 追憶のエチュード Tsuioku no etude (étude des souvenirs)
9. 晩夏 Banka (fin de l'été)
10. ねこ曜日 Neko yōbi (NdlR: mot inventé qui désigne un jour de la semaine n'existant pas : "le jour du chat")

#### Favorite songs
1. 朝のキスを Asa no kiss wo (baiser du matin)
2. ぶらんこ降りたら Blanco oritara (si tu descends de la balancoire)
3. 坂道 Sakamichi (route en pente)
4. 追憶のエチュード Tsuioku no etude (étude des souvenirs)
5. 鳥籠姫 Torikago hime (princesse en cage)
6. 晩夏 Banka (la fin de l'été)
7. 太陽のくに Taiyō no kuni (le pays du soleil)
8. あなたを忘れたい Anata wo wasuretai (je veux t'oublier)
9. Ｍａｙ　Ｓｔｏｒｍ
10. 翼になれ Tsubasa ni nare (deviens une aile)
11. ここにいるよ Koko ni iru yo (je suis là)
12. 手のひらの宇宙 Te no hira no uchū (l'univers dans la paume de la main)

#### Guggu
?

#### Hajimemashite
1. はじめまして Hajimemashite (enchantée)
2. 泣かないＷｅｅｋｅｎｄ Nakanai weekend (week-end sans pleurs)
3. 食卓にルールを Shokutaku ni rule wo (les règles d'une table de dîner)
4. ぶらんこ降りたら Buranko ni oritara (si tu descends de la balancoire)
5. 恋がひとつ消えてしまったの Koi ga hitotsu kiete shimata no (un amour a disparu)
6. Ｊｕｎｅ　ｂｒｉｄｅになれなくて June bride ni narenakute (je ne peux pas me marier en juin)
7. 朝のキスを Asa no kiss wo (baiser du matin)
8. シャッターチャンスの連続 Shutter chance renzoku (beaucoup de chances de prendre son temps)
9. ２年あとのプロポーズ Ni nen go no propose (demande en mariage, après deux ans)
10. 坂道 Saka michi (route en pente)

#### Jūhachi bangai no kiseki
1. Ｐｒｏｌｏｇｕｅ
2. Ｊｉｎｇｌｅ ｂｅｌｌ
3. バレエ教室のクリスマス Ballet kyōshitsu no christmas (le Noël de l'école de ballet)
4. きよしこの夜 kiyoshi kono yoru
5. サンタと煙突 Santa to entotsu (Santa et les cheminées)
6. サンタが町にやってくる Santa ga machi ni yatte kuru (Santa vient en ville)
7. チュチュをはじめて着た日 Tutu hajimete kita hi (le jour où j'ai mis mon premier tutu)
8. Ｗｉｎｔｅｒ　Ｗｏｎｄｅｒｌａｎｄ
9. クリスマスケーキの宝箱 Christmas cake no takarabako (le coffre au trésor du gâteau de Noël)
10. Ｗｈｉｔｅ　Ｃｈｒｉｓｔｍａｓ
11. 祈りをこめて Inori wo komete (récitons une prière)
12. Ａｎｇｅｌ　Ｃａｌｌｉｎｇ
13. イブの猫 Eve no neko (le chat de la veille de Noël)
14. ずっとあなたを捜してた Zutto anata wo sagashiteta (je t'ai cherché tout le temps)
15. Ｅｐｉｌｏｇｕｅ

#### Kimochi
1. Ｄｒｅａｍ　Ｄｒｅａｍ
2. はじめてのさよなら Hajimete no sayonara (Le premier adieu)
3. 好きな人がいるの Suki na hito ga iru (il y a quelqu'un que j'aime)
4. 風のジャンヌ Kaze no journey (le voyage du vent)
5. おひさま Ohisama
6. ＳＨＩＰＰＯ
7. あそびにいこうよ！ Asobini ikō yo! (Allons nous amuser)
8. パタパタ Pata-pata
9. Ｍａｙ　Ｓｔｏｒｍ
10. 翼になれ Tsubasa ni nare (deviens une aile)
11. ここにいるよ Koko ni iru yo (je suis là)

#### Net Party 2
1. Ｐａｒｔｙへようこそ！ Party he yōkoso (bienvenue à la fête)
2. Ｏｐｅｎｉｎｇ
3. 浅田葉子の「アナログでごめんネ！」 Asada Yōko no 「Analog de gomen ne」  (Désolé c'est analogique)
4. 岩男潤子の「あなたとパーティ１」 Iwao Junko no 「Anata to party 1」  (La fête avec toi 1)
5. 麻績村まゆ子の「私バーチャルなんです！」 Omimura Mayuko no 「Watashi wa virtual nan desu」 (je suis virtuelle)
6. たのしんでる？ Tanoshinderu? (Vous amusez vous?)
7. 浅田葉子と麻績村まゆ子の「今日は秋葉原」 Asada Yōko to Omimura Mayuko no 「Kyō Akihabara」 「aujourd'hui Akihabara)
8. 岩男潤子の「あなたとパーティ２」 Iwao Junko no 「Anata to party 2」 (La fête avec toi 2)
9. 岩男潤子の「今日も秋葉原」 Iwao Junko no 「Kyō Akihabara」 (aujourd'hui Akihabara)
10. また来てね！ Mata kite ne! (Revenez nous voir)